# Dewingrad
Die Festung Dewingrad (bulgarisch Девинград) in Weliko Tarnowo liegt auf dem gleichnamigen Hügel in der einstigen Hauptstadt Bulgariens. Sie war die drittwichtigste Burg des Zweiten Bulgarischen Reiches nach Zarewez und Trapesiza.

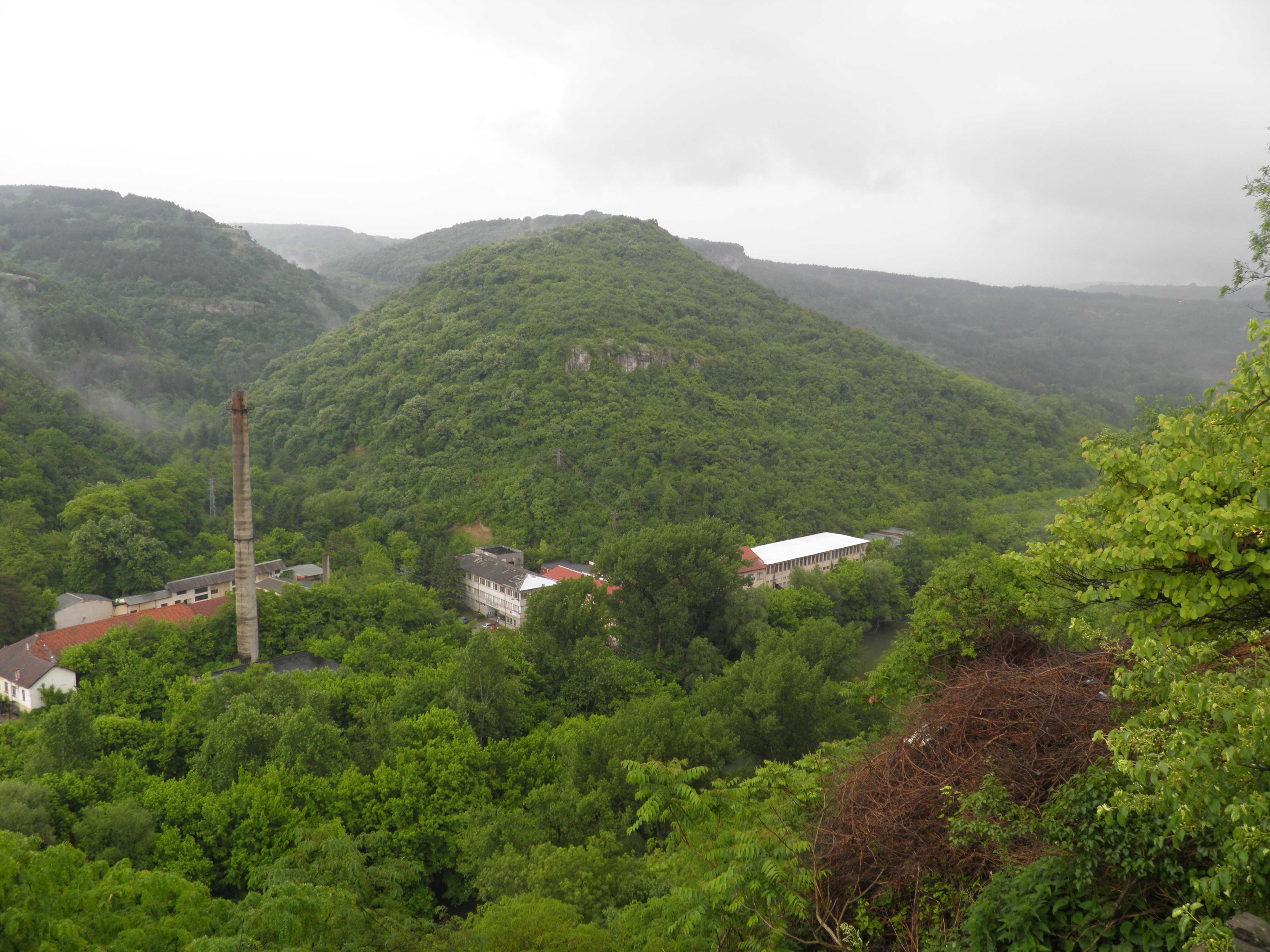
Der mit Vegetation zugewachsener Festungshügel der Festung Dewingrad

## Geschichte
Einigen Archäologen zufolge bestand die thrakische Stadt Dewa auf dem Hügel. Es gibt viele römische Funde auf dem Hügel. Es gab zwei Tore zur Festung. Auf dem Hügel lebten viele Handwerker, Schmiede.

## Bilder

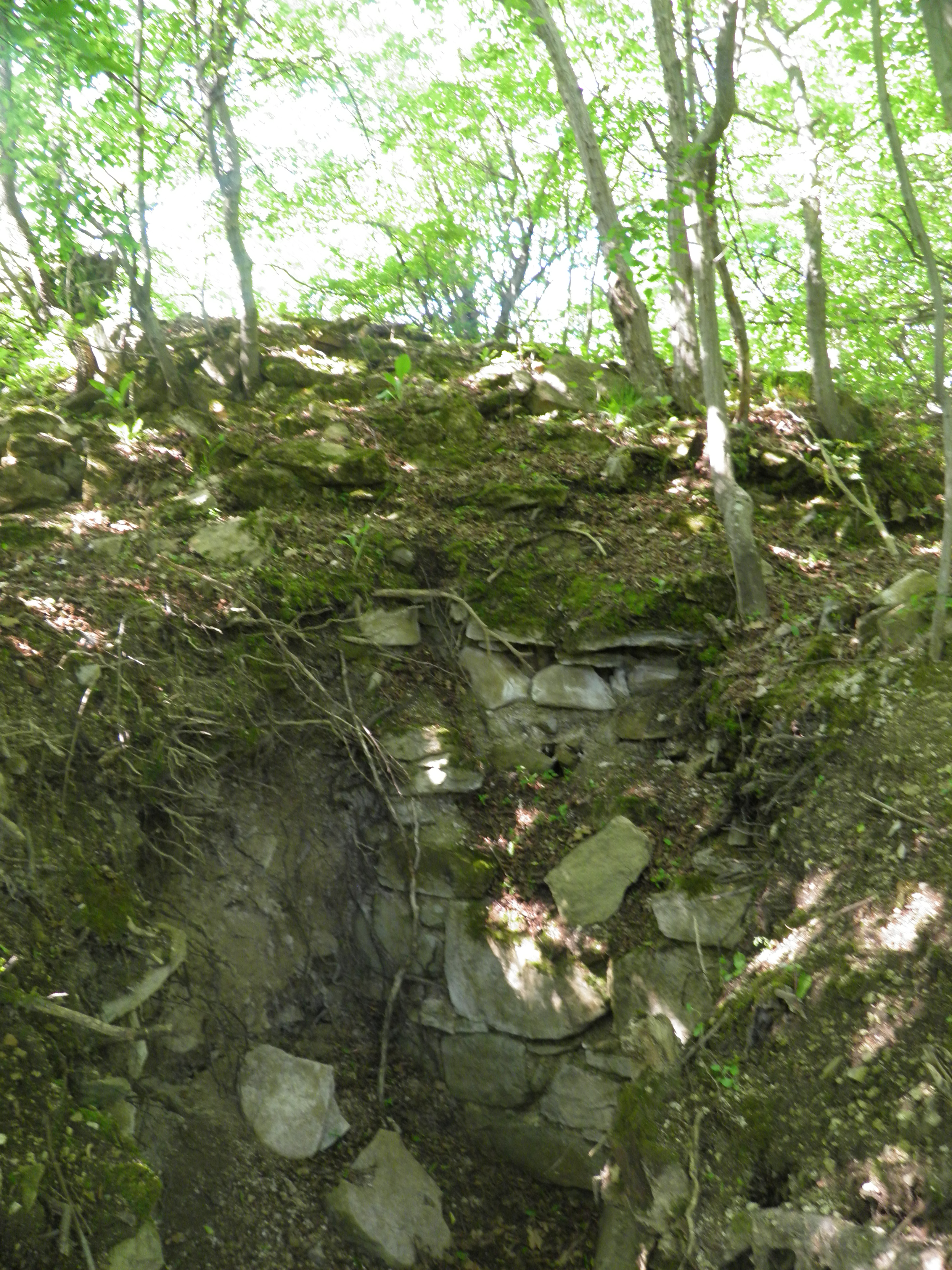
Überreste der Festungsmauer
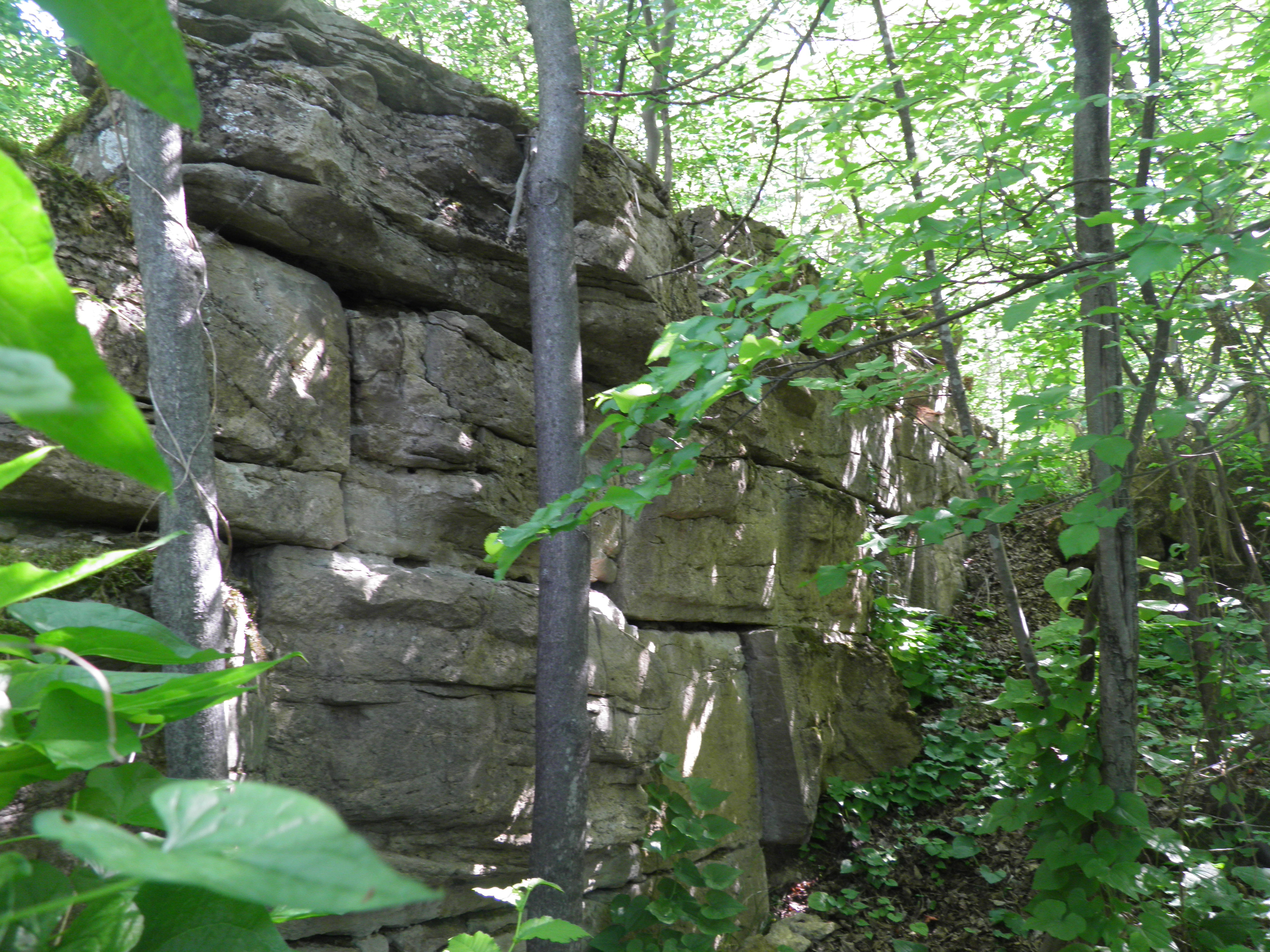
Überreste der Festungsmauer